# Tanca de vies

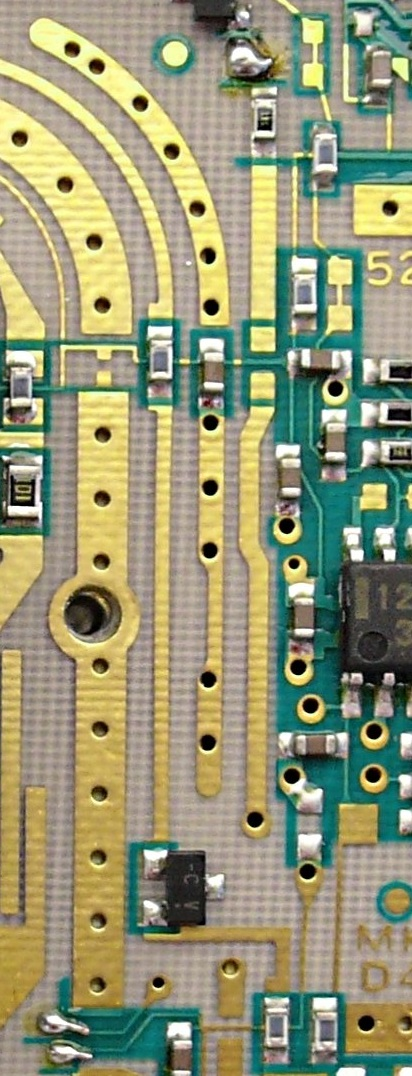
Figura 1. Una línia de microstrip blindada per tanques de vies en una placa de circuit imprès

Una tanca de vies, és una estructura utilitzada en tecnologies de circuits electrònics planars per millorar l'aïllament entre components que d'altra manera estarien acoblats per camps electromagnètics. Consisteix en una fila de forats (vies) que, si estan prou a prop, formen una barrera per a la propagació d'ones electromagnètiques dels modes de llosa al substrat. A més, si també s'ha de suprimir la radiació a l'aire per sobre del tauler, aleshores un coixinet de cinta amb una tanca permet que una llauna de blindatge es connecti elèctricament a la part superior, però que es comporti elèctricament com si continués a través del PCB.
L'electrònica moderna té components i subunitats d'alta densitat per aconseguir una mida petita. Normalment, moltes funcions s'integren a la mateixa placa o matriu. Si aquests no estan ben protegits els uns dels altres, es poden produir molts problemes, com ara una resposta de freqüència deficient, un rendiment de soroll i una distorsió.
Les tanques de via s'utilitzen per protegir les línies de transmissió de microstrip i stripline, protegir les vores de les plaques de circuits impresos, protegir les unitats de circuits funcionals entre si i formar les parets de guies d'ones integrades en un format pla. Les tanques de pas són barates i fàcils d'implementar, però utilitzen l'espai del tauler i no són tan efectives com les parets metàl·liques sòlides.

## Propòsit
Les tecnologies planars s'utilitzen a freqüències de microones i fan ús de pistes de circuits impresos com a línies de transmissió. A més de les interconnexions, aquestes línies es poden utilitzar per formar components d'unitats funcionals com ara filtres i acobladors. Les línies planars s'acoblen fàcilment entre si quan estan molt a prop, un efecte anomenat acoblament paràsit. L'acoblament es deu als camps marginals que s'estenen des de les vores de la línia i que tallen línies o components adjacents. Aquesta és una característica desitjable dins de la unitat on s'utilitza com a part del disseny. No és desitjable, però, que els camps s'acobin a unitats adjacents. Els dispositius electrònics moderns solen ser petits. Això, i l'impuls per reduir els costos, condueix a un alt grau d'integració i unitats de circuits en una proximitat menys que desitjable. Les tanques de pas són un mètode que es pot utilitzar per reduir l'acoblament paràsit entre aquestes unitats.
Entre els molts problemes que poden causar l'acoblament paràsit es troben la reducció de l'ample de banda, la degradació de la planitud de la banda de pas, la reducció de la potència de sortida de l'amplificador, l'augment de les reflexions, l'empitjorament de la xifra de soroll, la inestabilitat de l'amplificador i el subministrament de camins de retroalimentació no desitjats.
En stripline, a través de tanques paral·leles a la línia a banda i banda serveixen per unir els plans de terra, evitant així la propagació dels modes de plaques paral·leles. S'utilitza una disposició similar per suprimir els modes no desitjats a la guia d'ona coplanar amb suport metàl·lic.

## Estructura

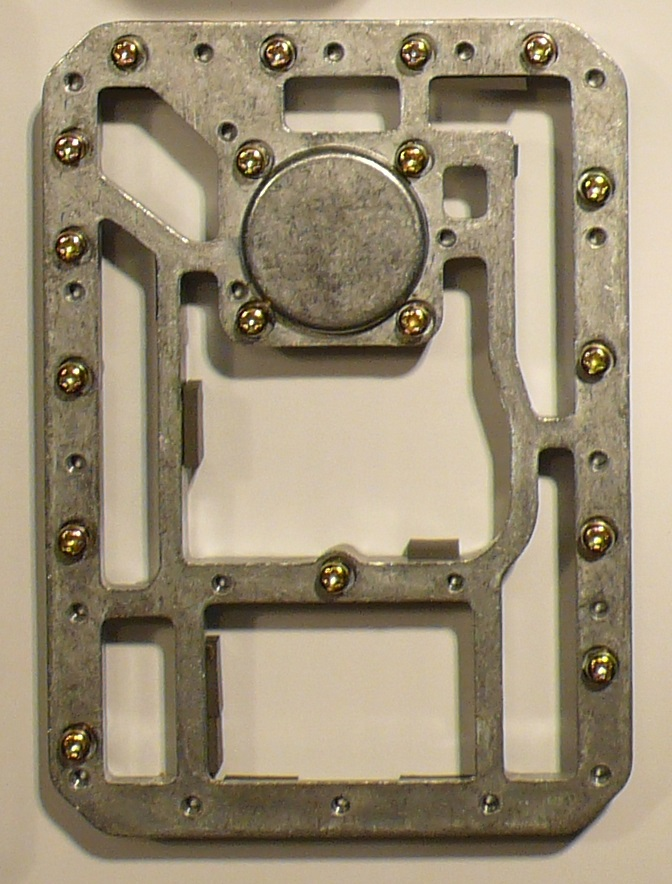
Figura 3. Colada que proporciona les parets metàl·liques per col·locar-les sobre microstrip mitjançant tanques

Una tanca de pas consisteix en una fila de forats de pas, és a dir, forats que travessen el substrat i que es metal·litzen a l'interior per connectar-se a coixinets a la part superior i inferior del substrat. En un format stripline, tant la part superior com la inferior de la làmina dielèctrica estan cobertes amb un pla de terra metàl·lic, de manera que qualsevol forat de connexió es connecta a terra automàticament als dos extrems. En altres formats planars com microstrip hi ha un pla de terra només a la part inferior del substrat. En aquests formats és la pràctica habitual connectar els coixinets superiors de la tanca via amb una pista metàl·lica (vegeu pista central de la figura 1). Això encara no tanca completament el camp com es pot fer en stripline. En stripline, el camp només es pot propagar entre els plans de terra, però en microstrip és capaç de filtrar-se per la part superior de la tanca via. No obstant això, connectar els coixinets superiors millora l'aïllament entre 6-10 dB. En algunes tecnologies és més convenient formar la tanca a partir de pals conductors en lloc de vias.
L'aïllament es pot millorar encara més col·locant una paret metàl·lica a la part superior de la tanca via. Aquestes parets solen formar part de la carcassa del dispositiu. Els grans forats de les tanques de via que es veuen a les figures 1 i 5 són forats de cargol per subjectar aquestes parets al seu lloc. La fosa de paret pertanyent a aquest circuit es mostra a la figura 3.

## Aplicacions
Les tanques de via s'utilitzen principalment a freqüències de RF i microones allà on s'apliquen formats plans. S'utilitzen en tecnologies de circuits impresos com ara microstrip, tecnologies ceràmiques com ara ceràmica cococida a baixa temperatura, circuits integrats de microones monolítics i tecnologia de sistema en un paquet. Són especialment importants per aïllar les unitats de circuits que funcionen a diferents freqüències.
També s'anomena mitjançant costura, mitjançant tanques es pot utilitzar al voltant de la vora d'una placa de circuit imprès, un exemple es pot veure a la figura 5. Això es pot fer per evitar interferències electromagnètiques amb altres equips, o fins i tot per bloquejar que la radiació torni a entrar d'altres llocs del mateix circuit.

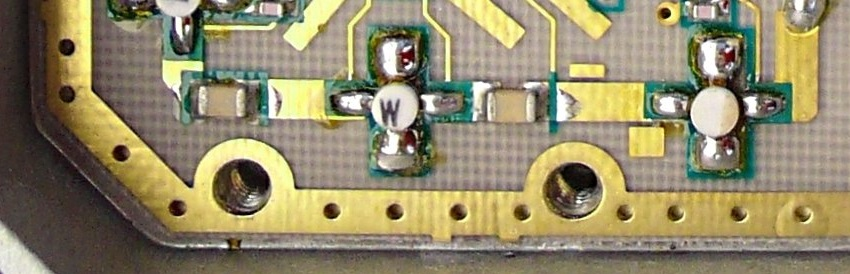
Figura 5. A través de tanques que protegeixen la vora d'un circuit imprès

Les tanques de via també s'utilitzen a la guia d'ona posterior a la paret, també coneguda com a guia d'ona laminat (LWG). A LWG, dues tanques via paral·leles formen les parets laterals d'una guia d'ones. Entre ells, i els plans de terra superior i inferior del substrat, hi ha un espai aïllat electromagnèticament. No hi ha conductor elèctric dins d'aquest espai, però les ones electromagnètiques poden existir dins del material dielèctric tancat del substrat i la seva direcció de propagació és guiada pel LWG. Aquesta tecnologia s'utilitza normalment a freqüències de banda mil·limètrica i, per tant, les dimensions són força petites. A més, un bon aïllament requereix que les vies estiguin ben espaiades. Normalment, cal un aïllament 60 dB entre guies, és a dir, 30 dB per tanca. Una especificació de tanca de banda W típica (75-110 GHz ) que compleix aquest requisit en LWG és .003-polzada (76 µm) vias espaciades .006 polzades (150 µm) entre centres. Això pot ser difícil de fabricar, i de vegades s'aconsegueix una densitat més gran de vies construint la tanca a partir de dues fileres esglaonades de vies.